# Domínio de Morioka
Domínio de Morioka (盛冈藩, Morioka han) foi um han ou domínio feudal japonês . Localizava-se na parte centro-norte da Província de Iwate e na parte oriental da Província de Aomori . Às vezes é coloquialmente chamado Domínio Nanbu (南部藩, Nanbu han). O Domínio foi considerado um tozama daimyō (de fora, externo, que se aliou depois) e foi governado pelo Clã Satake. Sua renda era 100.000 (koku). O Domínio de Morioka fez parte da coalizão Ōuetsu Reppan Dōmei em 1868, e suas tropas lutaram na Guerra Boshin.

## História
O Clã Nanbu lutou ao lado de Tokugawa Ieyasu com o Exército Oriental durante a Batalha de Sekigahara. Na esteira da vitória de Ieyasu, o Clã Nanbu foi confirmado no Domínio de Morioka . A classificação de renda foi atribuída em 100 mil koku , mas mais tarde, no Período Edo, Morioka tinha a classificação política de um domínio com o dobro do seu tamanho . O Clã Nanbu permaneceu nessas terras durante todo o Período Edo, sobrevivendo até a Restauração Meiji. Ao longo deste período, dois novos ramos do Clã Nanbu surgiram. A um deles foi concedido o Han em Hachinohe e ao outro foi concedido o Han em Shichinohe . 
Quando um navio holandês, Breskens, aportou em território Nanbu no final do Século XVI, a tripulação do navio foi capturada pelas autoridades locais e levada para Edo . Em 1821, as antigas tensões entre o Nanbu e Tsugaru acenderam mais uma vez , na esteira do Incidente Sōma Daisaku (相马大作事件, Sōma Daisaku jiken), um plano frustrado elaborado por Sōma Daisaku, um ex-vassalo do Clã Nanbu, para assassinar o senhor Tsugaru.
Embora nenhum dos senhores Nanbu tivessem escritórios na sede do shogunato, os Nanbu de Morioka (o mesmo se dando com muitos outros domínios do norte de Honshu) auxiliaram o shogunato no policiamento região fronteiriça de Ezochi (atual Hokkaido) .
Os territórios do Clã Nanbu foram afetados por uma grande fome no período Tenpō de meados da década de 1830.
Durante a Guerra Boshin de 1868-1869, o Clã Nanbu foi inicialmente neutro . No entanto, sob a liderança de Nanbu Toshihisa e de seu vassalo (家老, karō) Sado Narayama, o clã Nanbu se alinha com a Aliança do Norte (a Ōuetsu Reppan Dōmei) . As tropas do Domínio Morioka atacaram o Domínio de Kubota (também chamado Domínio de Akita), que se separou da aliança e alinhou com o governo imperial  . Depois da guerra, as terras do Clã Nanbu foram drasticamente reduzidas pelo governo imperial como punição por se aliar com os domínios do norte. Os Nanbu de Morioka foram então transferidos para Shiroishi . Dois anos após a guerra, como com todos os outros daimyō, os chefes dos três ramos Nanbu perderam seus cargos mediante a abolição do sistema han .

## Lista dos Daimyo
- Clã Nanbu (Tozama; 100 000 koku)

1. Toshinao
2. Shigenao
3. Shigenobu
4. Yukinobu
5. Nobuoki
6. Toshitomo
7. Toshimi
8. Toshikatsu
9. Toshimasa
10. Toshinori
11. Toshimichi
12. Toshitada
13. Toshitomo (também chamado Nobutomo (信候))
14. Toshihisa
15. Toshiyuki

## Chefes do Clã Nanbu a partir de 1868
- Toshinaga
- Toshiatsu
- Toshihide
- Toshiaki